# ハドソン河のモスコー
『ハドソン河のモスコー』（ハドソンがわのモスコー、Moscow on the Hudson）は、1984年制作のアメリカ合衆国のコメディ映画。ポール・マザースキー監督、ロビン・ウィリアムズ主演。
ニューヨークを舞台に、アメリカに亡命したソ連のサーカス団のサックス奏者が、様々な困難に直面しながらも、持ち前の明るさでたくましく生きていく姿を描いた作品。
日本では、「劇中で店に行列を作る場面（ソ連での配給のシーン）がオイルショックを想起させる」という理由で劇場公開が見送られた。

## あらすじ
冷戦時代真っ只中のソ連。モスクワの国立サーカス団のサックス奏者ウラジミール・イワノフは自由とはいえない生活を送っていたが、特に変化を求めずに暮らしていた。
ある日、サーカス団がアメリカで公演を行う事になり、彼はニューヨークにやってきた。友人がこの機会にアメリカへ亡命しようと考えている事を知ったウラジミールは、何とかそれを思いとどまらせようとする。
友人は自由時間内のデパートでの買い物の際、店内の混雑に乗じて亡命を決行、しかし、同行していた監視員に阻止される。
だが、今度はウラジミール自身が突如亡命を決行、こちらはまんまと成功する。
ウラジミールは助けてくれたデパートの警備員と親しくなり、彼の家に居候して仕事を探すが、思うようにいかず、様々な職を転々とする。さらに言葉の不自由さもあり、次第に孤独になっていく。
しかし、ウラジミールは持ち前の陽気な性格で様々な困難を少しずつ克服していくのだった。

## キャスト
- ウラジミール・イワノフ：ロビン・ウィリアムズ
- ルシア：マリア・コンチータ・アロンゾ[4]
- ライオネル：クリーヴァント・デリックス
- オーランド：アレハンドロ・レイ
- ボリス：サヴェリ・クラマロフ
- アナトリー：エリヤ・バスキン